# Life of Brian (Padre de familia)
Life of Brian (titulado Toda una vida con Brian en Latinoamérica y Vida de Brian en España) es el sexto episodio de la duodécima temporada y el número 216 en general de la serie de televisión animada de comedia Padre de familia. Se estrenó originalmente mediante FOX el 24 de noviembre de 2013.
El episodio gira en torno a la muerte de Brian Griffin. Después de ser atropellado por un coche, la familia lo reemplaza por otro perro antropomórfico, Vinny.

## Argumento
El episodio empieza con Brian y Stewie huyendo de los Nativo Americanos, que los están disparando con escopetas y persiguiendo en un Jeep. Después de darles esquinazo, Brian se enfada con Stewie por haberle dado armas a los Nativos en su viaje a Jamestown en el pasado, ya que los efectos de dicho acto han alterado la historia: los Nativos mataron a todos los estadounidenses y se apoderaron de toda América. Stewie decide volver al pasado para poner las cosas en su sitio, pero como su plataforma de retorno está estropeada, utilizan la máquina del tiempo del Stewie alternativo de la línea temporal en la que se encuentran. Cuando llegan al momento en que Stewie le dio las armas a los Nativos, se las quitan y vuelven a la línea temporal que les corresponde, donde todo está restaurado.
Esa misma noche, Stewie toma la decisión de destruir la máquina del tiempo, ya que les ha causado a él y a Brian muchos problemas, como el de que casi son asesinados por los Nativos. Al día siguiente, van al vertedero para destrozar los restos de la máquina en el triturador de basura. Mientras están ahí, encuentran una portería de hockey en perfecto estado y deciden llevársela para hacer ejercicio. Pero cuando lo preparan todo en la carretera para empezar a jugar, Brian es atropellado por un coche y la familia lo lleva urgentemente al mejor veterinario de Quahog. El veterinario les dice que sus lesiones son demasiado graves para salvarle, por lo que se despiden de él. Como sus últimas palabras antes de morir, Brian le agradece a la familia la maravillosa vida que les ha dado y también les dice que les ama.
De vuelta a casa, Stewie tiene la brillante idea de reconstruir la máquina del tiempo, volver al pasado y salvar a Brian. Desafortunadamente, para reconstruirla necesita un condensador de titanio, y su amigo Yousef no se lo puede proporcionar porque el hombre que los fabricaba accidentalmente hizo un dibujo de Mahoma y fue asesinado. Stewie comprende que sin un condensador de titanio no podrá construir una máquina del tiempo que funcione, lo que significa que Brian se ha ido para siempre. Así que los Griffin convocan a sus familiares y amigos para darle un buen funeral a Brian.
Un mes después, la familia aún echa de menos a Brian, por lo que Lois llega a la conclusión de que deben ir a la tienda de animales a comprar otro perro para dejar de echarlo de menos. Cuando llegan a la tienda, Peter elige un perro con acento italiano llamado Vinny. A partir de ese momento, Vinny consigue ganarse el respeto de todos, excepto de Stewie, quién aún piensa en Brian. Una tarde, Vinny oye a Stewie llorar y le pregunta que le pasa. Stewie le dice que por su culpa todos han olvidado por completo a Brian, mientras que él aún no lo ha olvidado porque era su mejor amigo. Vinny le explica la muerte de su antiguo dueño, Leo, demostrando que él también sabe que se siente al perder a tu mejor amigo. Oyendo esto, Stewie abraza a Vinny y finalmente lo acepta en la familia. Esa misma noche, Vinny se ofrece para dormir con Stewie.

## Producción y desarrollo

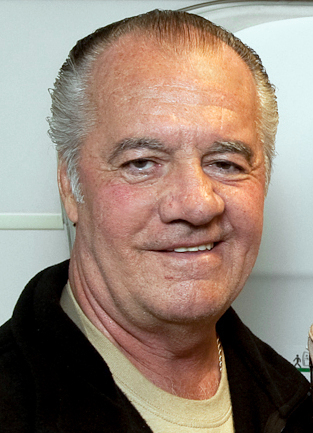
Tony Sirico le prestó su voz a Vinny en el episodio.

El episodio fue escrito por Alex Carter y dirigido por Joseph Lee.
En la presentación de la duodécima temporada, el equipo de producción declaró que uno de los integrantes de la familia Griffin iba a morir y ser reemplazado por otro personaje, siendo Brian.
En una entrevista concedida a la cadena de televisión E! en noviembre de 2013, el guionista Steve Callaghan declaró que tenían pensado matar a Brian en la emisión del episodio: 

Bueno... era una idea que teníamos en mente desde hace tiempo y que estuvimos debatiendo en la sala de guionistas y pensamos que podría ser interesante ver por que camino podría ir la serie. En el mismo momento que nos vino la idea, estuvimos comentando cual podría ser el "fatídico episodio" y cuando emitirlo. El saber como puede afectar el suceso a los demás personajes era un hecho que nos emocionaba desde el principio. Otra de las razones por las que decidimos matar a Brian y no a cualquier miembro de los Griffin era porque "es frecuente que un perro [en la vida real] fallezca atropellado por un coche, no siendo así en el caso de un niño, a parte de que hubiese sido más traumático perder un hijo que una mascota aunque todos apreciamos a Brian y nos gustan los animales".

También habló sobre la reacción de los demás actores ante el fallecimiento del personaje y comentaron "sentirse aliviados de que no les tocara a ninguno de ellos". 

Creo que a todos les pilló de sorpresa, cualquiera, incluso un servidor puede pensar que han llevado esto demasiado lejos. Todos quedaron impresionados.  En cuanto al sustituto de Brian, Callaghan declaró que sentían la necesidad de otro personaje para mantener la familia "unida" (padres, hijos y un perro).

En cuanto a Vinny, personaje y sustituto interpretado por Tony Sirico declaró: 

La idea fue de MacFarlane, ya que es un gran fan de Los Soprano y reconoce el trabajo del actor y pensó en describir al personaje acorde a la personalidad de Sirico.

En cuanto a la reacción por parte de los fanes ante la pérdida de Brian, reconoce no sentirse preocupado ya que son gente inteligente y muy leal a la serie, por lo que "pueden confiar en el equipo de producción".

## Recepción

### Audiencia
El episodio fue visto por 4.58 millones de personas en su estreno original. Fue el segundo espectáculo más visto de la noche de la dominación de la animación en FOX venciendo a American Dad! y Bob's Burgers pero perdiendo frente Los Simpson, que obtuvo 6.78 millones de televidentes.

### Recepción crítica
Eric Thurm de The A.V. Club galardonó al episodio con una A-, diciendo que la escena de la muerte de Brian resultaba algo muy conmovedor.
En cuanto a los fanes, la reacción de estos fue en su mayoría negativa. A las pocas horas de finalizar el episodio, varios seguidores de la serie crearon en Change.org una recogida de firmas para que Seth MacFarlane "resucitara" a Brian, ya que según ellos: Brian es una pieza importante de la serie y de los televidentes asiduos al programa en sí además de añadir un toque de humor sofisticado a la serie, no obstante la nota iba acompañada de un mensaje de boicot si no volvía el personaje. Al poco tiempo hubo 20.000 firmas siendo una de las peticiones más activas de la web. La página fue creada por un fan de Padre de familia que también creó una página en Facebook bajo el nombre R.I.P Brian from Family Guy (D.E.P Brian Griffin de Padre de familia) como protesta para que vuelva el can a la serie.